# Kerem Ben Šemen
Kerem Ben Šemen (hebrejsky כרם בן שמן, doslova „Benšemenská Vinice“, v oficiálním přepisu do angličtiny Kerem Ben Shemen) je vesnice typu mošav v Izraeli, v Centrálním distriktu, v Oblastní radě Chevel Modi'in.

## Geografie
Leží v nadmořské výšce 82 metrů v hustě osídlené a zemědělsky intenzivně využívané pobřežní nížině, nedaleko od úpatí kopcovitých oblasti v předhůří Judeje a Samařska. Jižně od vesnice protéká Nachal Ajalon.
Obec se nachází 19 kilometrů od břehu Středozemního moře, cca 19 kilometrů jihovýchodně od centra Tel Avivu, cca 35 kilometrů severozápadně od historického jádra Jeruzalému a 3 kilometry severovýchodně od města Lod. Leží v silně urbanizovaném území, na jihovýchodním okraji aglomerace Tel Avivu. 6 kilometrů severozápadním směrem od mošavu se rozkládá Ben Gurionovo mezinárodní letiště. Kerem Ben Šemen obývají Židé, přičemž osídlení v tomto regionu je etnicky převážně židovské. Pouze ve městech Lod a Ramla ležících jihozápadně odtud je cca dvacetiprocentní menšina Arabů.
Kerem Ben Šemen je na dopravní síť napojen pomocí místní silnice číslo 443. Severně od mošavu probíhá dálnice číslo 1 z Tel Avivu do Jeruzalému. Ta se východně od vesnice kříží se severojižní dálnicí číslo 6 (takzvaná Transizraelská dálnice). Související dálniční křižovatka patří k nejfrekventovanějším dopravním uzlům v zemi.

## Dějiny
Kerem Ben Šemen byl založen v roce 1958. Vznikl vydělením části zemědělského osídlení v prostoru starší židovské osady Ben Šemen, která později získala status samostatné obce. Alternativně bývá nazýván i Ben Šemen Šichun (בן שמן-שיכון). V letech 1963-1991 byl Ben Šemen i Kerem Ben Šemen sloučeny do jedné obce, pak se opět osamostatnily.

## Demografie
Podle údajů z roku 2014 tvořili naprostou většinu obyvatel v Kerem Ben Šemen Židé (včetně statistické kategorie "ostatní", která zahrnuje nearabské obyvatele židovského původu ale bez formální příslušnosti k židovskému náboženství).
Jde o menší obec vesnického typu s dlouhodobě kolísající populací. K 31. prosinci 2014 zde žilo 83 lidí. Během roku 2014 populace stoupla o 6,4 %.
| Rok            | 1961 | 1995 | 2001 | 2003 | 2004 | 2005 | 2006 | 2007 | 2008 | 2009 | 2010 | 2011 | 2012 | 2013 | 2014 |
| -------------- | ---- | ---- | ---- | ---- | ---- | ---- | ---- | ---- | ---- | ---- | ---- | ---- | ---- | ---- | ---- |
| Počet obyvatel | 43   | 78   | 143  | 141  | 139  | 141  | 148  | 146  | 160  | 77   | 83   | 82   | 78   | 78   | 83   |